# Filip Małgorzaciak
Filip Małgorzaciak (ur. 18  czerwca 1993) – polski koszykarz występujący na pozycji rzucającego obrońcy, od 2023 zawodnik Enea Abramczyk Astorii Bydgoszcz.
1 czerwca 2021 dołączył do MKS-u Dąbrowa Górnicza. W sierpniu 2022 został zawodnikiem SKS-u Starogard Gdański. 22 maja 2023 zawarł umowę z Enea Abramczyk Astorią Bydgoszcz.

## Osiągnięcia
Stan na 28 listopada 2023.

### Drużynowe
Seniorskie
- Awans do EBL z Miastem Szkła Krosno (2016)
- Uczestnik międzynarodowych rozgrywek Pucharu Alpe Adria (2021/2022)

Młodzieżowe
- Wicemistrz Polski:
  - juniorów starszych (2012)
  - juniorów (2011)

### Indywidualne
- MVP miesiąca (listopada 2022)[4]
- Zaliczony do I składu I ligi (2019–2021, 2023)[5][6][7][8]
- Lider strzelców I ligi (2021 – 20,2)[9]